# Thượng Cửu
Thượng Cửu là một xã thuộc huyện Thanh Sơn, tỉnh Phú Thọ, Việt Nam.
Xã Thượng Cửu có diện tích 72,2 km², dân số năm 1999 là 2548 người, mật độ dân số đạt 35 người/km².